# Kristen Stewart
Kristen Jaymes Stewart (Los Angeles, 9 aprile 1990) è un'attrice statunitense.
Ha raggiunto la fama internazionale dopo aver interpretato il ruolo di Bella Swan (2008-2012), protagonista della saga di Twilight, l'adattamento cinematografico dell'omonima serie di romanzi della scrittrice statunitense Stephenie Meyer. Nel 2012 ha interpretato il ruolo di Biancaneve nel film Biancaneve e il cacciatore e nel 2015 per la sua interpretazione nel film drammatico Sils Maria ha ottenuto diversi riconoscimenti, tra cui il Premio César per la migliore attrice non protagonista.
Nel 2021 ha ottenuto il plauso della critica per la sua interpretazione di Diana Spencer nel film biografico Spencer, per il quale ha ricevuto la candidatura al Golden Globe per la migliore attrice in un film drammatico, al Critics' Choice Award alla migliore attrice e al Premio Oscar come migliore attrice protagonista.

## Biografia
È nata il 9 aprile 1990 a Los Angeles, in California, dove è cresciuta con la famiglia, il padre John Stewart, manager e produttore televisivo, che lavora per il canale Fox, e la madre Jules Stewart, una sceneggiatrice e regista originaria di Sydney. Ha un fratello maggiore di nome Cameron e due fratelli adottivi, Taylor e Dana.

### Primi ruoli
La sua carriera inizia all'età di otto anni dopo che un agente la nota in una recita di Natale nella sua scuola. Dopo aver lavorato come comparsa nei film Il bambino venuto dal mare (1999) e I Flintstones in Viva Rock Vegas (2000), nel 2001 viene scelta dalla regista statunitense Rose Troche per interpretare il ruolo di un maschiaccio nel film indipendente La sicurezza degli oggetti, dove recita accanto ad attori come Glenn Close. Nel 2002 interpreta un ruolo di grande rilevanza nella pellicola di David Fincher Panic Room, dove divide la scena con Jodie Foster e Jared Leto. Il film riceve critiche positive e Kristen viene nominata al premio Young Artist Awards del 2003. Sempre nel 2003, interpreta il ruolo della figlia di Dennis Quaid e Sharon Stone nel thriller Oscure presenze a Cold Creek.
Nel 2004 viene acclamata dalla critica per la sua interpretazione nel film TV Speak - Le parole non dette, dove, nonostante abbia solo 14 anni, interpreta il personaggio di Melinda Sordino, una ragazza che viene violentata da un suo compagno di scuola. La storia è tratta dal best seller della scrittrice statunitense Laurie Anderson. Il 14 ottobre 2009 romanzo e film escono nella loro edizione italiana con il titolo Speak - Le parole non dette. Sempre nel 2004 interpreta Maddy nel film Tre ragazzi e un bottino. Nel 2005 interpreta il ruolo di Lisa nel film fantastico Zathura - Un'avventura spaziale accanto a Tim Robbins e a Josh Hutcherson. Nonostante il film abbia ricevuto critiche positive, la prestazione di Kristen non ha attirato molto l'attenzione dei media. L'anno dopo recita nel film diretto da Griffin Dunne Gioventù violata, accanto a Donald Sutherland. Nel 2007 i registi di origine cinese Oxide Pang Chun e Danny Pang le offrono il ruolo di Jess Solomom nel film horror The Messengers. Il film riceve un gradito riscontro dal pubblico, ma non altrettanto dalla critica.
Nello stesso anno l'attrice statunitense Mary Stuart Masterson la sceglie per il suo primo film da regista, intitolato The Cake Eaters - Le vie dell'amore, e sempre nel 2007 Kristen lavora al film romantico Il bacio che aspettavo, accanto a Meg Ryan, al giovane Adam Brody, che ha interpretato il personaggio di Seth in The O.C., e a Olympia Dukakis. Nel 2007 il regista e attore Sean Penn la sceglie per un piccolo ruolo nel film drammatico Into the Wild - Nelle terre selvagge, accanto al protagonista Emile Hirsch. Kristen interpreta Tracy, una cantante adolescente che ha perso la testa per il giovane avventuriero Christopher McCandless. In una recensione del film sul Chicago Tribune, il giornalista Michael Phillips ha commentato che «emerge molto bene nonostante il piccolo ruolo che interpreta». Partecipa poi al primo cortometraggio diretto dall'attrice Kate Hudson intitolato Cutlass, di cui la Hudson è anche sceneggiatrice.

### Il successo conTwilight

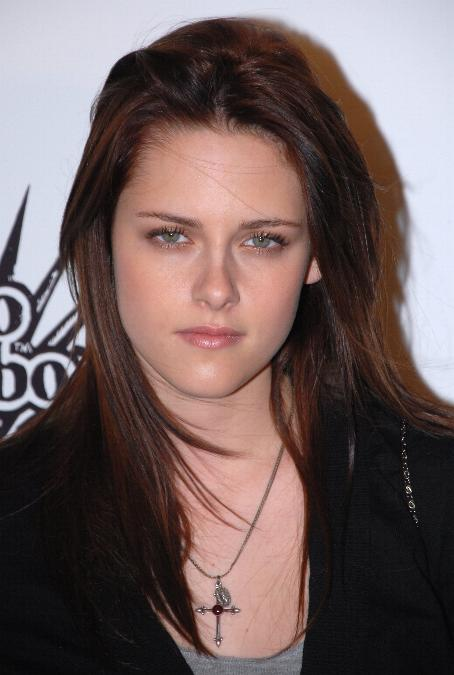
Kristen Stewart nel 2007.

Nel 2008 partecipa al film The Yellow Handkerchief, dove recita accanto a William Hurt. Nello stesso anno, recita al fianco di attori come Robert De Niro, John Turturro e Bruce Willis nel film commedia a sfondo satirico Disastro a Hollywood, per la regia di Barry Levinson. Il film partecipa al Sundance Film Festival e viene proiettato per la chiusura del Festival di Cannes 2008. In seguito Kristen appare in un piccolo cameo nel finale del film Jumper - Senza confini accanto ad Hayden Christensen.
Grazie proprio al suo ruolo in Into the Wild - Nelle terre selvagge, viene notata dalla regista Catherine Hardwicke, che la sceglie per il ruolo di Bella Swan nel film del 2008 Twilight, tratto dal primo omonimo romanzo della scrittrice statunitense Stephenie Meyer. Interpreta il ruolo di un'umana che s'innamora del vampiro Edward Cullen, interpretato da Robert Pattinson. Viene confermata per il ruolo di Bella anche nei quattro sequel, nel 2009 con The Twilight Saga: New Moon, nel 2010 con The Twilight Saga: Eclipse, nel 2011 con The Twilight Saga - Breaking Dawn - Parte 1 e nel 2012 con The Twilight Saga - Breaking Dawn - Parte 2. Per la sua interpretazione negli ultimi tre sequel, l'attrice viene nominata, insieme a Robert Pattinson, ai Razzie Awards 2010, 2011, 2012 e 2013, per la peggior coppia sullo schermo. Nel 2009, oltre a New Moon, partecipa alla pellicola Adventureland e lavora a Welcome to the Rileys, film che debutta al Sundance Film Festival nel gennaio 2010.
Nel settembre 2009 compare sulla copertina di Dazed. Nel 2010 è protagonista di The Runaways, film biografico sull'omonimo gruppo rock degli anni settanta, in cui interpreta il ruolo della chitarrista, cantante e leader del gruppo, Joan Jett. Partecipa al film anche Dakota Fanning, che ha recitato nella saga di Twilight a partire dal secondo film. Nello stesso anno, Kristen vince il premio BAFTA come miglior stella emergente.
Nel 2011 si aggiudica due premi ai People's Choice Awards, uno dei quali come attrice preferita dal pubblico. Secondo una classifica stilata dalla rivista Vanity Fair, risulta essere l'attrice più pagata di Hollywood nel 2010, con ben 28,5 milioni di dollari. Lo stesso anno, compare nel video musicale della canzone di Marcus Foster I Was Broken, recita in The Twilight Saga: Breaking Dawn - Parte 1, sempre nel ruolo di Bella Swan, e in Biancaneve e il cacciatore, nel quale interpreta Biancaneve. Il 6 dicembre 2011 finisce al primo posto nella classifica di Forbes "Hollywood's Best Actors for the Buck".
A gennaio 2012 è stato annunciato che sarebbe stata il volto per la fragranza firmata Balenciaga, in uscita nell'autunno 2012, Florabotanica, e successivamente di Rosabotanica. A maggio 2012 esce On the Road, altro suo film le cui riprese si sono svolte nel 2010, che partecipa in concorso al Festival di Cannes 2012. A giugno 2012 Forbes pubblica la classifica delle attrici più pagate di Hollywood, nella quale si piazza al primo posto, con 34.5 milioni di dollari guadagnati nel corso del 2012: a soli 22 anni è la più giovane star dell'ultimo decennio ad essere in testa alla classifica. A novembre 2012 esce nei cinema la seconda parte di Breaking Dawn, l'ultimo capitolo della saga che la rese celebre in tutto il mondo.

### DopoTwilight
Nel dicembre 2013 è stato annunciato che Kristen sarebbe stata il nuovo volto di Chanel, per una collezione ispirata allo stile western. Gli scatti prodotti da Karl Lagerfeld vengono pubblicati nel maggio 2014. Nello stesso periodo viene riconfermata come volto del brand Balenciaga per la nuova fragranza Rosabotanica.
Nel 2014, compare nel video del brano Just One of the Guys della cantante Jenny Lewis, di cui l'attrice si è sempre dichiarata fan. Lo stesso anno debutta il film Camp X-Ray, presentato al Sundance Film Festival, che ottiene recensioni positive dai critici; in seguito affianca Julianne Moore in Still Alice e prende parte ad altre pellicole indipendenti come American Ultra insieme a Jesse Eisenberg, film per il quale cambia radicalmente look tingendosi i capelli di rosso. Sempre nel 2014 l'attrice presenta al Festival di Cannes il film Sils Maria insieme a Juliette Binoche, per il quale vince il Premio César per la migliore attrice non protagonista. Il 2014 è anche l'anno del debutto alla regia, dirige infatti il videoclip della canzone Take Me to the South della band Sage + The Saints.
Prende parte ad altri film indipendenti come Anesthesia e il futuristico Equals insieme a Nicholas Hoult, le cui riprese si sono svolte tra agosto e settembre 2014 tra Giappone e Singapore e che ha debuttato in anteprima mondiale al Festival di Venezia nel settembre 2015. Continua nel 2015 la sua collaborazione con la casa di moda Chanel apparendo come protagonista della campagna pubblicitaria primavera/estate di Chanel Eyewear, con foto in bianco e nero scattate da Karl Lagerfeld, che la dirigerà poi nel cortometraggio Once and Forever dedicato alla fondatrice Coco Chanel.
A febbraio 2015 entra a far parte del cast del nuovo film della regista indipendente statunitense Kelly Reichardt, Certain Women, al fianco di Michelle Williams e Laura Dern. Nello stesso anno gira Billy Lynn's Long Halftime Walk di Ang Lee, Café Society, diretto da Woody Allen, lavora con Olivier Assayas al film Personal Shopper e prende parte dalle riprese di Lizzie, film incentrato sulle vicende di Lizzie Borden, diretto da Craig William Macneill.

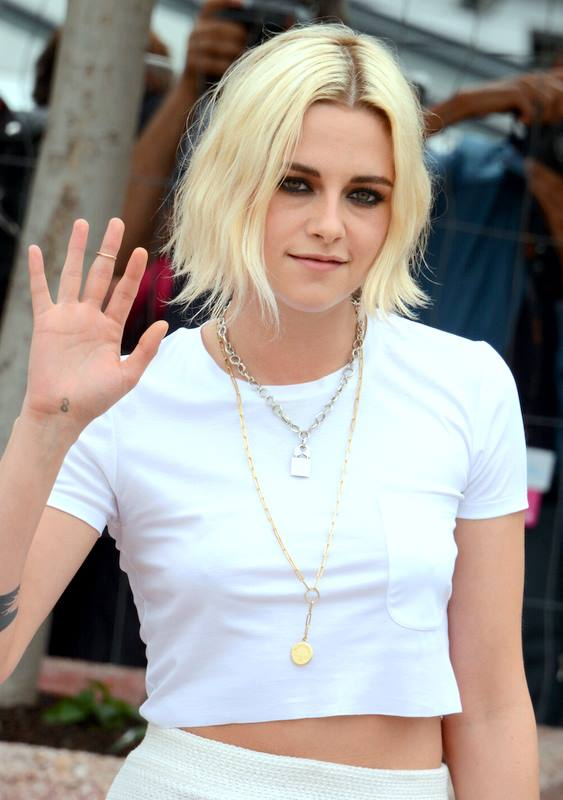
Kristen Stewart al Festival di Cannes 2016.

Nel dicembre 2016 compare nel video musicale della canzone dei Rolling Stones Ride 'Em On Down. Il mese successivo, in occasione dell'edizione del 2017 del Sundance Film Festival, presenta Come Swim, suo primo cortometraggio da regista e sceneggiatrice. Lo stesso anno gira Underwater, action-thriller diretto da Will Eubank, e JT LeRoy, film incentrato sulle vicende della scrittrice statunitense Laura Albert diretto da Justin Kelly e viene scelta da Chanel come testimonial della fragranza Gabrielle, ruolo che ricopre fino al 2019.
Nel 2018 fa parte della giuria del Festival di Cannes, presieduta dall'attrice Cate Blanchett. È ambasciatrice dei marchi di moda Chanel e Balenciaga. Nel 2019 è la protagonista di Seberg - Nel mirino, diretto da Benedict Andrews. Nel gennaio 2020 viene eletta dall'Hollywood Critics Association Attrice del decennio.
Nel 2021 interpreta Diana Spencer nel film biografico Spencer diretto da Pablo Larrain. Il film è stato presentato in anteprima alla 78 Mostra Internazionale d'arte cinematografica di Venezia nel settembre 2021, dove ha ricevuto una standing ovation di tre minuti. I critici hanno lodato il ritratto di Diana dell'attrice, tra cui Jonathan Romney di Screen Daily che lo descrive come "fragile, tenero, a volte giocoso e non poco inquietante" e Kyle Buchanan del The New York Times che considera il suo casting "un colpo di genio". Grazie a questo ruolo ottiene la sua prima candidatura ai Golden Globe nella sezione miglior attrice in un film drammatico, ai Critics' Choice Awards nella categoria migliore attrice.
Ad inizio 2025 dichiara terminate le riprese del suo primo film in veste di regista, The Chronology of Water, adattamento cinematografico del memoir di Lidia Yuknavitch.

## Vita privata
Ha frequentato Michael Angarano, co-protagonista di Speak, dal 2005 all'inizio del 2009. In seguito è stata fidanzata per quattro anni con Robert Pattinson, co-protagonista di Twilight. Dal 2013 al 2016 ha frequentato la produttrice di effetti visivi Alicia Cargile. Dalla fine del 2016 ha avuto una relazione con la supermodella nordirlandese Stella Maxwell fino alla loro rottura, avvenuta nell'autunno 2018. Da agosto 2019 ha una relazione con la sceneggiatrice Dylan Meyer, con cui si è sposata in una cerimonia privata nell'aprile 2025.
Nella sua apparizione al Saturday Night Live del febbraio 2017, si è definita come "gay", mentre in un'intervista con The Guardian ha chiarito di essere bisessuale, dicendo: "Non sei confuso se sei bisessuale. Non è affatto confuso. Per me, è esattamente il contrario." Allo stesso modo in un'intervista con Harper's Bazaar, nell'agosto 2017, dichiarò che era di nuovo aperta agli appuntamenti con gli uomini, dicendo: "Voglio provare tutto".

## Filmografia

### Attrice

#### Cinema
- I Flintstones in Viva Rock Vegas (The Flintstones in Viva Rock Vegas), regia di Brian Levant (2000) - non accreditata
- La sicurezza degli oggetti (The Safety of Objects), regia di Rose Troche (2001)
- Panic Room, regia di David Fincher (2002)
- Oscure presenze a Cold Creek (Cold Creek Manor), regia di Mike Figgis (2003)
- Tre ragazzi e un bottino (Catch That Kid), regia di Bart Freundlich (2004)
- Undertow, regia di David Gordon Green (2004)
- Gioventù violata (Fierce People), regia di Griffin Dunne (2005)
- Zathura - Un'avventura spaziale (Zathura: A Space Adventure), regia di Jon Favreau (2005)
- Il bacio che aspettavo (In the Land of Women), regia di Jon Kasdan (2007)
- The Messengers, regia di Oxide Pang Chun e Danny Pang (2007)
- The Cake Eaters - Le vie dell'amore (The Cake Eaters), regia di Mary Stuart Masterson (2007)
- Into the Wild - Nelle terre selvagge (Into the Wild), regia di Sean Penn (2007)
- Cutlass, regia di Kate Hudson - cortometraggio (2007)
- Disastro a Hollywood (What Just Happened), regia di Barry Levinson (2008)
- Jumper - Senza confini (Jumper), regia di Doug Liman (2008) - cameo
- The Yellow Handkerchief, regia di Udayan Prasad (2008)
- Twilight, regia di Catherine Hardwicke (2008)
- Adventureland, regia di Greg Mottola (2009)
- The Twilight Saga: New Moon, regia di Chris Weitz (2009)
- The Runaways, regia di Floria Sigismondi (2010)
- Welcome to the Rileys, regia di Jake Scott (2010)
- The Twilight Saga: Eclipse, regia di David Slade (2010)
- The Twilight Saga - Breaking Dawn - Parte 1, regia di Bill Condon (2011)
- Biancaneve e il cacciatore (Snow White & the Huntsman), regia di Rupert Sanders (2012)
- On the Road, regia di Walter Salles (2012)
- The Twilight Saga - Breaking Dawn - Parte 2, regia di Bill Condon (2012)
- Camp X-Ray, regia di Peter Sattler (2014)
- Sils Maria (Clouds of Sils Maria), regia di Olivier Assayas (2014)
- Still Alice, regia di Richard Glatzer e Wash Westmoreland (2014)
- Once and Forever, regia di Karl Lagerfeld - cortometraggio (2015)
- Anesthesia, regia di Tim Blake Nelson (2015)
- American Ultra, regia di Nima Nourizadeh (2015)
- Equals, regia di Drake Doremus (2015)
- Certain Women, regia di Kelly Reichardt (2016)
- Café Society, regia di Woody Allen (2016)
- Personal Shopper, regia di Olivier Assayas (2016)
- Billy Lynn - Un giorno da eroe (Billy Lynn's Long Halftime Walk), regia di Ang Lee (2016)
- Lizzie, regia di Craig William Macneill (2018)
- J.T. LeRoy, regia di Justin Kelly (2018)
- Seberg - Nel mirino (Seberg), regia di Benedict Andrews (2019)
- Charlie's Angels, regia di Elizabeth Banks (2019)
- Underwater, regia di William Eubank (2020)
- Non ti presento i miei (Happiest Season), regia di Clea DuVall (2020)
- Spencer, regia di Pablo Larraín (2021)
- Crimes of the Future, regia di David Cronenberg (2022)
- Love Lies Bleeding, regia di Rose Glass (2024)

#### Televisione
- Il bambino venuto dal mare (The Thirteenth Year), regia di Duwayne Dunham – film TV (1999)
- Speak - Le parole non dette (Speak), regia di Jessica Sharzer – film TV (2004)
- Irma Vep - La vita imita l'arte (Irma Vep) – miniserie TV (2022)

#### Videoclip
- I Was Broken di Marcus Foster (2011)
- Just One of the Guys di Jenny Lewis (2014)
- Ride 'Em On Down di The Rolling Stones (2016)
- If you really love nothing degli Interpol (2018)

### Regista
- Come Swim (2017) – cortometraggio
- Crickets (2020) – cortometraggio
- Boygenius: The Film (2023) – cortometraggio
- The Chronology of Water (2025)

## Riconoscimenti
- Premio Oscar
  - 2022 – Candidatura alla migliore attrice per Spencer[56]
- Golden Globe
  - 2022 – Candidatura alla migliore attrice in un film drammatico per Spencer
- Premi BAFTA
  - 2010 – Miglior stella emergente
- Premio César
  - 2015 – Migliore attrice non protagonista per Sils Maria
- Screen Actors Guild Awards
  - 2008 – Candidatura al miglior cast cinematografico per Into the Wild - Nelle terre selvagge
- Critics' Choice Awards
  - 2022 – Candidatura alla miglior attrice per Spencer[45]
- AACTA International Awards
  - 2022 – Candidatura alla migliore attrice per Spencer
- Digital Spy Movie Awards
  - 2009 – Miglior attrice dell'anno per Twilight
- Do Something Awards
  - 2012 – Candidatura alla Movie Star: Female
- Gotham Awards
  - 2009 – Candidatura al miglior cast (condivisa con il resto del cast) per Adventureland
  - 2021 – Premio al miglior performer
- MTV Movie Awards
  - 2009 – Miglior performance femminile per Twilight
  - 2009 – Miglior bacio (condiviso con Robert Pattinson) per Twilight
  - 2010 – Miglior performance femminile per The Twilight Saga: New Moon
  - 2010 – Miglior bacio (condiviso con Robert Pattinson) per The Twilight Saga: New Moon
  - 2010 – Candidatura al miglior bacio (condivisa con Dakota Fanning) per The Runaways
  - 2011 – Miglior performance femminile per The Twilight Saga: Eclipse
  - 2011 – Miglior bacio (condiviso con Robert Pattinson) per The Twilight Saga: Eclipse
  - 2012 – Miglior bacio (condiviso con Robert Pattinson) per The Twilight Saga - Breaking Dawn - Parte 1
  - 2013 – Candidatura al miglior eroe per Biancaneve e il cacciatore
- Nevada Film Critics Society
  - 2021 – Migliore attrice per Spencer
- Kids' Choice Awards
  - 2012 – Attrice preferita per The Twilight Saga - Breaking Dawn - Parte 1
  - 2013 – Attrice preferita per The Twilight Saga - Breaking Dawn - Parte 2
  - 2013 – Donna "Buttkicker" favorita per Biancaneve e il cacciatore
- People's Choice Awards
  - 2011 – Attrice preferita dal pubblico[57]
  - 2011 – Cast preferito dal pubblico (condiviso con Robert Pattinson e Taylor Lautner) per The Twilight Saga: Eclipse
  - 2011 – Candidatura alla star sotto i 25 preferita dal pubblico
  - 2013 – Candidatura alla miglior chimica sullo schermo (condivisa con Chris Hemsworth) per Biancaneve e il cacciatore
- New York Film Critics Circle Awards
  - 2015 – Miglior attrice non protagonista per Sils Maria
- Razzie Awards
  - 2009 – Candidatura alla peggior coppia sullo schermo (condivisa con Robert Pattinson e Taylor Lautner) per The Twilight Saga: New Moon[58]
  - 2010 – Candidatura alla peggior coppia sullo schermo (condivisa con Robert Pattinson e Taylor Lautner) per The Twilight Saga: Eclipse[59]
  - 2012 – Candidatura alla peggior coppia sullo schermo (condivisa con Robert Pattinson e Taylor Lautner) per The Twilight Saga - Breaking Dawn - Parte 1[60]
  - 2012 – Candidatura al peggior cast d'insieme (condivisa con tutto il cast del film) The Twilight Saga: Breaking Dawn – Parte 1[60]
  - 2012 – Candidatura alla peggior attrice protagonista per The Twilight Saga - Breaking Dawn - Parte 1
  - 2013 – Peggior attrice protagonista per i film The Twilight Saga - Breaking Dawn - Parte 2 e Biancaneve e il cacciatore[61]
  - 2013 – Peggior cast d'insieme (condiviso con tutto il cast del film) The Twilight Saga - Breaking Dawn - Parte 2[61]
  - 2013 – Candidatura alla peggior coppia sullo schermo (condivisa con Robert Pattinson) per il film The Twilight Saga: Breaking Dawn – Parte 2[61]
- Satellite Awards
  - 2022 – Miglior attrice per Spencer
- Scream Awards
  - 2009 – Miglior attrice fantasy per Twilight
  - 2010 – Miglior attrice fantasy per The Twilight Saga: Eclipse
- Sunset Film Critics Circle
  - 2021 – Miglior Attrice per Spencer
- Teen Choice Awardss
  - 2009 – Miglior attrice in un film drammatico per Twilight[62]
  - 2010 – Star estiva femminile per The Twilight Saga: Eclipse
  - 2010 – Miglior attrice in un film fantasy/sci-fi per The Twilight Saga: New Moon
  - 2010 – Miglior bacio (condiviso con Robert Pattinson) per The Twilight Saga: New Moon
  - 2010 – Miglior coppia (condiviso con Robert Pattinson) per The Twilight Saga: New Moon
  - 2011 – Candidatura alla miglior attrice in un film fantasy/sci-fi per The Twilight Saga: Eclipse
  - 2012 – Candidatura alla miglior attrice in un film fantasy/sci-fi per The Twilight Saga - Breaking Dawn - Parte 1
  - 2012 – Candidatura al miglior bacio (condiviso con Robert Pattinson) per The Twilight Saga - Breaking Dawn - Parte 1
  - 2012 – Star estiva femminile
  - 2012 – Ultimate Choice Award alla Serie di Twilight
  - 2013 – Miglior attrice in un film romantico per The Twilight Saga - Breaking Dawn - Parte 2
  - 2013 – Miglior attrice in un film fantasy/sci-fi per The Twilight Saga - Breaking Dawn - Parte 1
  - 2015 – Candidatura alla miglior attrice in un film drammatico per Still Alice[63]
- Virgin Media Movie Awards
  - 2011 – Peggior attrice per The Twilight Saga: Eclipse[64]
  - 2011 – Peggior coppia (condiviso con Robert Pattinson)[65]
  - 2012 – Ragazza dell'anno[66]
  - 2012 – Scena dell'anno: scena della nascita per The Twilight Saga - Breaking Dawn - Parte 1[67]
- Young Artist Award
  - 2003 – Candidatura alla miglior attrice emergente per Panic Room
  - 2004 – Candidatura alla miglior giovane attrice non protagonista per Oscure presenze a Cold Creek
  - 2005 – Candidatura alla miglior giovane attrice non protagonista per Undertow
  - 2008 – Candidatura alla miglior giovane attrice non protagonista per Into the Wild - Nelle terre selvagge

## Doppiatrici italiane
Nelle versioni in italiano delle opere in cui ha recitato, Kristen Stewart è stata doppiata da:
- Federica De Bortoli in The Cake Eaters - Le vie dell'amore, Twilight, Adventureland, The Twilight Saga: New Moon, The Twilight Saga: Eclipse, The Twilight Saga - Breaking Dawn - Parte 1, Biancaneve e il cacciatore, On the Road, The Twilight Saga - Breaking Dawn - Parte 2, Sils Maria, Still Alice, American Ultra, Equals, Certain Women, Personal Shopper, J.T. LeRoy, Seberg - Nel mirino, Underwater, Non ti presento i miei, Spencer, Crimes of the Future, Irma Vep - La vita imita l'arte, Love Lies Bleeding
- Alessia Amendola in Oscure presenze a Cold Creek, Tre ragazzi e un bottino, The Messengers
- Domitilla D'Amico in Panic Room, Disastro a Hollywood
- Virginia Brunetti in La sicurezza degli oggetti
- Tosawi Piovani in Undertow
- Veronica Puccio in Zathura - Un'avventura spaziale
- Monica Vulcano in Il bacio che aspettavo
- Elena Liberati in Into the Wild - Nelle terre selvagge
- Perla Liberatori in Welcome to the Rileys
- Emanuela Damasio in Camp X-Ray
- Chiara Francese in Anesthesia
- Letizia Ciampa in Cafè Society
- Beatrice Caggiula in Billy Lynn - Un giorno da eroe
- Gemma Donati in Charlie's Angels